# Désiré Fiévé
Désiré Fiévé (Gent, 1 mei 1825 - 9 december 1908) was een Belgisch volksvertegenwoordiger en senator.

## Levensloop
Fiévé, beroepshalve houthandelaar en industrieel, was een zoon van de industrieel Marcellin Fiévé en van Jeanne Goemans. Hij deed middelbare studies in het College van Melle. Hij trouwde met Eugénie Grenier en trad in tweede huwelijk met Marie Le Clercq.
In juni 1886 werd hij verkozen tot katholiek volksvertegenwoordiger voor het arrondissement Gent, in opvolging van Gustave Rolin-Jaequemyns. Hij vervulde dit mandaat tot in 1894. Hij werd toen verkozen tot provinciaal senator voor Oost-Vlaanderen en bleef dit tot vijf maanden voor zijn dood.
In het parlement trad hij vooral op als pleitbezorger voor de economische belangen van Gent en Oost-Vlaanderen en onder meer voor de verbreding en verdieping van het kanaal Gent-Terneuzen.
In Gent is er een Désiré Fiévéstraat (tussen Nieuwland en Stapelplein), die loopt doorheen wat vroeger de eigendom van de familie Fiévé was.